# Jorgito Vargas Jr.
Jorgito „Jorge” Vargas Jr. (ur. 29 września 1977 roku w Vancouver) – kanadyjski aktor filmowy oraz telewizyjny, znany m.in. z roli Blake'a Bradleya w serialu Power Rangers Ninja Storm.
Ma 173 cm wzrostu.